# Simon Strunsky
Simon Strunsky, A.B. (n. 23 iulie 1879 – d. 5 februarie 1948). Ziarist și eseist american, evreu la origine, născut în Vitebsk ( Belarus). A absolvit Universitatea Columbia în 1900. A fost editorul departamentului Enciclopediei New International între anii 1900-1906, editorialist al New York Evening Post între anii 1906 -1913, și ulterior editor literar al aceleiași publicații până în anii 1920. Articolele sale au apărut și în publicațiile următoare: Atlantic Monthly, Bookman, Collier’s și Harper’s Weekly. 
A scris următoarele cărți:
- Through the Outlooking Glass with Theodore Roosevelt (1912);
- The Patient Observer (1911);
- Belshazzar Court, or Village Life in New York City (1914): „The simplicity and kindliness of human nature in the complexities of the modern city”;
- Post-Impressions (1914);
- Little Journeys Towards Paris. By W. Hohenzollern. (1918).

În 1924 se alătura corpului editorialist al ziarului New York Times și face parte din personalul ziarului până la moartea sa. Va muri după trei luni de spitalizare în Princeton, New Jersey.
A fost căsătorit cu activista socială Manya Gordon și au avut doi copii: un fiu și o fiică. De asemenea a mai avut un fiu Robert Strunsky, din prima căsătorie cu Rebecca Slobodkin (d. 1906). Contribuția lui Strunsky la publicația Times s-a realizat prin pagina editorială de eseuri intitulată „Topics of the Times” (Subiectele Timpului). Această pagină editorială rămâne în continuare o secțiune importantă a ziarului, deși se află în competiție cu alte departamente, precum “Editorial Observer” (Observatorul Editorial).

## Cărți
- Strunsky, Simon - King Akhnaton, (1928) Publicată de Longmans, Green & Co.